# پائولو آلوز
پائولو آلوز (انگلیسی: Paulo Alves؛ زادهٔ ۱۰ دسامبر ۱۹۶۹) یک بازیکن سابق فوتبال و سرمربی اهل پرتغال است.
از باشگاه‌هایی که در آن بازی کرده‌است می‌توان به اسپورتینگ، وستهام، براگا، ماریتیمو، ژیل ویسنته، باستیا و پورتو اشاره کرد.
وی همچنین در تیم ملی فوتبال پرتغال بازی کرده است.
آلوز در سال ۲۰۱۵ هدایت باشگاه فوتبال نساجی مازندران را برعهده گرفت.